# Синия бръмбар
„Синия бръмбар“ (на английски: Blue Beetle) е американски супергеройски филм от 2023 г., базиран на героя Хайме Рийс / Синия бръмбар от „Ди Си Комикс“. „Синия бръмбар“ е 14-ият филм от Разширената вселена на Ди Си. Режисьор е от Анхел Мануел Сото, сценарият е на Гарет Дюнет-Алкокър, и участват Шоло Маридуеня, Бруна Маркезин, Белиса Ескобедо, Джордж Лопес, Адриана Бараса, Елпидия Карило, Дамиан Алказар, Раул Трухильо и Сюзън Сарандън. Филмът е продуциран от „Ди Си Филмс“, „Ентъртейнмънт Уан“, S&K Pictures и „Сафран Къмпани“.
Световната премиера на филма се състои в Ел Пасо, Тексас на 15 август 2023 г., и излиза по кината на 18 август в Съединените щати от „Уорнър Брос Пикчърс“.

## Актьорски състав
| Актьор             | Роля                                                               |
| ------------------ | ------------------------------------------------------------------ |
| Шоло Маридуеня     | Хайме Рейес / Синия бръмбар                                        |
| Бруна Маркезин     | Джени Корд, племенница на Виктория, дъщеря на Тед и гадже на Хайме |
| Белиса Ескобедо    | Милагрос Рийс, по-малката сестра на Хайме                          |
| Адриана Бараса     | Нана, бабата на Хайме                                              |
| Дамиан Алказар     | Алберто Рийс, бащата на Хайме                                      |
| Раул Макс Трухильо | Игнасио Карапакс /О МАК, бодигард, работещ за Виктория Корд.       |
| Сюзън Сарандън     | Виктория Корд, бизнесдама, сестра на Тед Корд и леля на Джени.     |
| Джордж Лопес       | Руди Рейес, чичо на Хайме                                          |
| Елпидия Карило     | Рочио, майката на Хайме                                            |
| Харви Гулен        | доктор Санчес                                                      |
| Беки Джи           | гласът на Каджи-Да                                                 |

## Снимачен процес
Снимките започват на 25 май 2022 г. и приключват на 18 юли в Пуерто Рико.

## В България
В България филмът излиза по кината на същата дата от „Александра Филмс“.